# Exocentrus punctipennis
Exocentrus punctipennis  (лат.) — жук из семейства усачей и подсемейства ламиин (Lamiinae).

## Описание
Длина тела 3,5—6 мм (фото). Усы в 1,2 раза превышают длину тела. Боковые шипы переднеспинки расположены позади середины бокового края и направлены назад. Надкрылья в длинных стоячих волосках. Голова личинки наполовину втянута в переднегрудь.

## Распространение
Европа, Кавказ, Россия, Украина.

## Экология и местообитания
Развитие длится 1—2 года. Взрослые жуки появляются с мая по август. Ксилофаги, предпочитающие ильм (Ulmus).